# Association d'anciens élèves

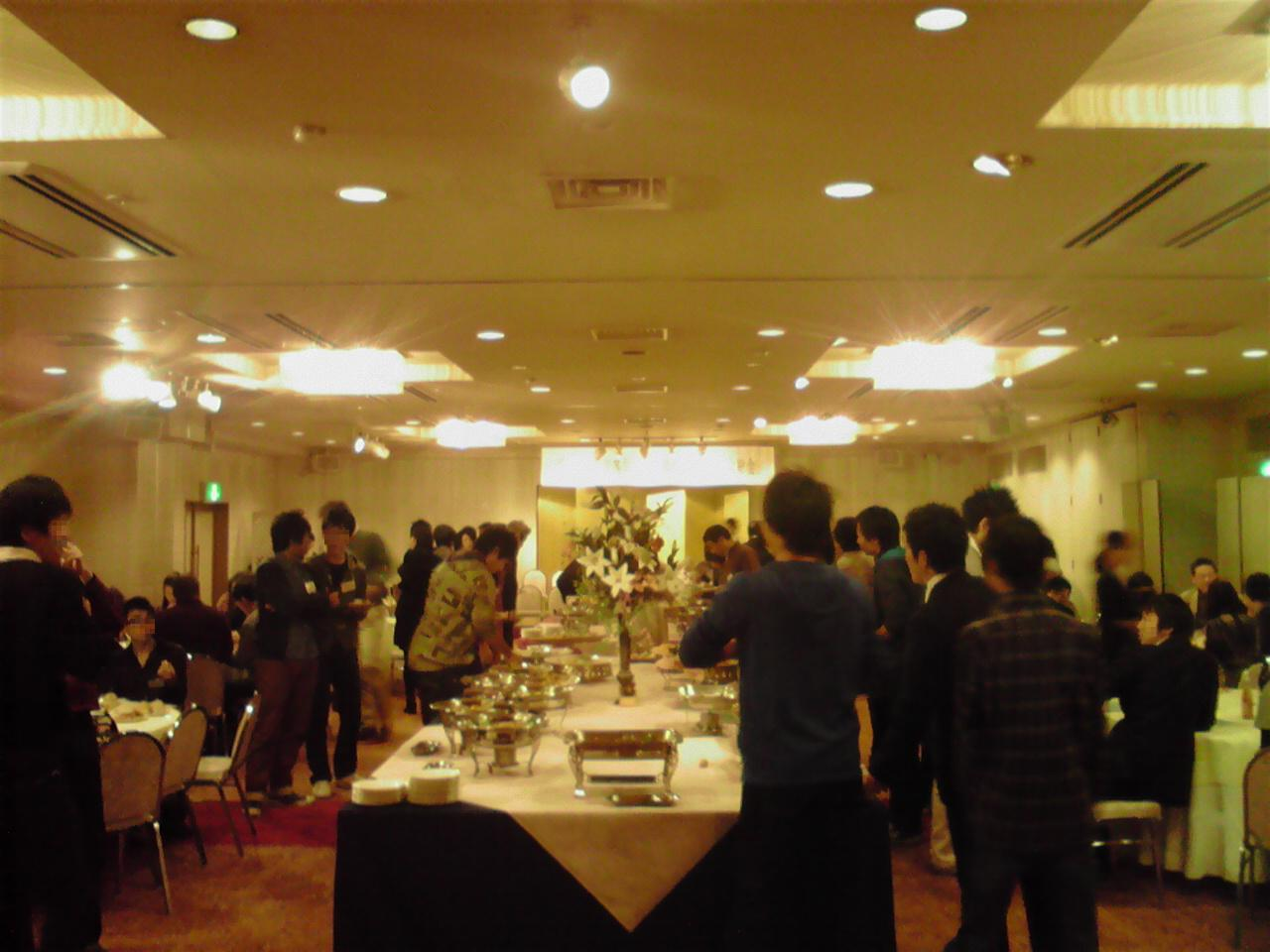
Cérémonie d'anciens élèves au Japon

Une association d'anciens élèves (en anglais : alumni association, du latin alumnus, litt. « élève ») est une association dont les membres ont tous été diplômés d'un même établissement d'enseignement (scolaire ou supérieur).

## But
Le but d'une association d'anciens élèves est :
- d'aider son établissement à poursuivre sa tâche éducative : aide financière, apport d'expertise et de compétence, aide éducative, aide à l'entrée dans la vie active, aides pour la fête de l'établissement… Les anciens élèves sont la « mémoire » de l'établissement, l'association aide à la pérennité de son esprit tout en l'ouvrant à la vie dans la cité.
- de prolonger les liens de camaraderie, de développer la solidarité via :
  - des assemblées, bulletin, annuaire, site internet, conférences, service emploi…
  - un soutien financier aux projets humanitaires, caritatifs, culturels d'anciens élèves
- de fédérer les étudiants actuels et anciens d'une école autour d'un réseau, d'une communauté, pour favoriser les échanges et l'insertion professionnelle.

Les ressources de ces associations proviennent des cotisations de leurs membres, de la vente de l'annuaire et de ses publicités, et de dons.

## Associations d'anciens élèves d'établissements d'enseignement scolaire

### En Europe
En Belgique comme en France, de très nombreux établissements d'enseignement scolaire disposent d'une association d'anciens élèves.
En France :
- au sein de l'enseignement secondaire public, de nombreuses associations d'anciens et anciennes élèves des lycées et collèges français sont regroupées au sein de l'Union des A (5 rue Amyot à Paris 5e) qui tient un congrès annuel chaque année depuis 1902 et est reconnue d'utilité publique depuis 1914. Cette union collabore avec l'association des Anciens des lycées français du monde (ALFM)[1].
- au sein de l'enseignement privé catholique, toutes ces associations sont regroupées au sein d'une confédération, la COFAEC, Confédération française des associations amicales des anciens et anciennes élèves et amis de l'enseignement catholique.

### Dans le monde
Des confédérations internationales d'associations d'anciens élèves ont été créées, telle l'Union mondiale des ancien(ne)s élèves de la compagnie de Jésus qui regroupe près de trois millions d'anciens élèves des pères jésuites à travers le monde[source insuffisante], ou l'Association mondiale des anciennes et anciens du sacré-Cœur (AMASC). Ces confédérations regroupent des fédérations créées au niveau national, telle en France la Fédération française des anciens élèves des établissements jésuites d'éducation, ou, en Belgique, l'Association Nationale des Anciennes et Anciens du Sacré-Cœur (ANASC).

## Associations d'anciens élèves d'établissements d'enseignement supérieur

### Allemagne
- 1894 : Association des anciens élèves de Geisenheim (VEG-Geisenheim Alumni Association) voir Forschungsanstalt Geisenheim.

### Belgique
Chaque université a son association d'anciens élèves, généralement subdivisée en sections correspondant aux différentes facultés. A titre d'exemple, les anciens étudiants de l'Université Libre de Bruxelles sont rassemblés au sein de l'Union des Anciens Étudiants (UAE), composée des « post-facultaires » et des sections étrangères (Paris, New-York, Pékin, Beyrouth, Kinshasa, Lubumbashi, Londres).

### France
La grande majorité des grandes écoles françaises, qu'elles soient à vocation scientifique ou commerciale, disposent d'une association d'anciens élèves.
Certaines sont très anciennes comme :
- 1846 : la société des ingénieurs Arts et Métiers (anciens d'Arts et Métiers ParisTech) ;
- 1860 : « Ponts Alliance », l'association des anciens élèves de l’École nationale des ponts et chaussées ;
- 1862 : l'association des Centraliens (anciens élèves de l'École centrale Paris) ;
- 1864 : l'association amicale des anciens élèves de l'École des Mines de Paris[4] (renommée par la suite MINES ParisTech Alumni)
- 1865 : l'association des anciens élèves et diplômés de l'École polytechnique ;
- 1866 : l'association des centraliens de Lyon ;
- 1883 : l'association amicale des anciens élèves de l'École des Mines d'Alès (renommée par la suite IMT Mines Alès Alumni)

Beaucoup d'associations d'anciens élèves d'écoles à vocation scientifique sont fédérées au sein de l'organisme Ingénieurs et scientifiques de France (IESF). Cet organisme, anciennement nommé « CNISF », est connu pour avoir mis en place dans les années 1980, le « répertoire français des ingénieurs » issus des écoles françaises. Ce répertoire donne pour chaque ingénieur diplômé, son école d'origine et l'année d'obtention du diplôme.
Les anciens élèves sont parfois caractérisés par un millésime, qui correspond soit à l'année d'entrée dans l'école (un X1980 est un polytechnicien entré en 1980), soit à l'année d'obtention du diplôme (un H1980 ou E1980 est un ancien d'HEC ou de l'ESSEC diplômé en 1980).
Par ailleurs, des associations regroupent d'anciens étudiants ayant obtenu un même diplôme, étudié une même discipline, ou fréquenté une même école interne à une université.

### Etudiants étrangers ayant étudié en France
Une association internationale d'étudiants étrangers, France Alumni, a été créé le 26 novembre 2014 sous l'égide du Ministère des Affaires étrangères et du Développement international, permettant à l’ensemble des étudiants étrangers venus étudier en France de conserver un lien avec leur pays d'étude mais également d'entrer en contact avec des étudiants du monde entier ayant vécu une expérience similaire.

### Suisse
Certaines associations sont réputées comme l'association « A3-EPFL » des diplômés de l'EPFL ou encore le réseau « AEHL-Alumni Network » (créé en 1926) des anciens de l'École hôtelière de Lausanne.
Dans l'optique de dynamiser le réseau des diplômés de la HEG Fribourg, les associations d'anciens élèves des filières Bachelor et EMBA ont entamé en 2014 un rapprochement stratégique. Lors des assemblées 2015[réf. nécessaire] de ces deux associations, la fusion des deux entités sera proposée aux membres respectifs. Soutenue par la direction de la HEG, cette réorganisation permettra de renforcer le réseau des diplômés et les interactions avec l'École.

## Utilisation du terme «alumni»
Le terme alumni (pluriel du latin alumnus, qui signifie « élève ») est parfois employé dans les pays francophones (prononcé /a.lym.ni/). Ce latinisme a été adopté initialement par les étudiants des pays anglo-saxons (prononcé /ə.ˈlʌm.naɪ/), en particulier au Royaume-Uni et aux États-Unis, où les associations d'anciens élèves des universités portent depuis le XIXe siècle le nom d’alumni association. Le terme alumni y a ensuite été appliqué, par extension, aux regroupements d'anciens membres d'une organisation (une entreprise par exemple).
L’Académie française recommande l'usage d'« anciens élèves » plutôt que le pluriel anglo-latin alumni. L'emploi du mot alumni pour désigner un ancien élève est incorrect dans la grammaire latine, le masculin singulier étant alumnus.